# Ane By Farstadová
Ane By Farstadová (* 31. března 2000) je norská rychlobruslařka a bývalá shorttrackařka.
Od roku 2016 závodila v rychlobruslařském Světovém poháru juniorů, roku 2019 začala startovat v neoseniorském Světovém poháru. Na Mistrovství Evropy 2022 vybojovala v týmovém sprintu bronzovou medaili.
Příležitostně závodila také v short tracku. Na Zimních olympijských hrách mládeže 2016 získala ve smíšené štafetě zlatou medaili.